# Zweites Seegefecht im Golf von Syrte
Das Zweite Seegefecht im Golf von Syrte fand am 22. März 1942 nördlich von Libyen statt. Beteiligt waren auf britischer Seite fünf Kreuzer und elf Zerstörer, auf italienischer Seite ein Schlachtschiff, drei Kreuzer und zehn Zerstörer. Die Italiener versuchten, einen britischen Versorgungskonvoi nach Malta abzufangen. Den unterlegenen Briten gelang es, die italienischen Marineeinheiten vom Konvoi abzudrängen. Jedoch gingen alle vier Transporter des Konvois durch Luftangriffe verloren und nur ein kleiner Teil der Ladung erreichte Malta.
Im Dezember 1941 hatte in der Großen Syrte das Erste Seegefecht im Golf von Syrte stattgefunden, als die Sicherungseinheiten von Nachschubkonvois nach Malta bzw. Tripolis aufeinander stießen. Ergebnisse wurden auf keiner Seite erzielt, weil jeder Verband sein Schutzobjekt zu decken versuchte, ohne von den lohnenden Zielen auf der anderen Seite zu wissen.

## Der britische Konvoi
Am 20. März 1942 lief von Alexandria der Versorgungskonvoi MW.10 für Malta mit den Transportern Breconshire (9776 BRT), Clan Campbell (7255 BRT), Pampas (5415 BRT) und Talabot (6798 BRT) aus, die über 25.000 t Versorgungsgüter an Bord hatten. Begleitet wurden die Transporter durch den Flakkreuzer Carlisle und die „22th Destroyer Flotilla“ mit Sikh, Zulu, Lively, Hero, Havock und Hasty. Gleichzeitig ging noch eine Deckungsgruppe unter Konteradmiral Philip Vian mit den Kreuzern Cleopatra, Dido, Euryalus und der „14th Destroyer Flotilla“ mit Jervis, Kipling, Kelvin und Kingston in See. Schwerere Einheiten als die Kreuzer der Dido-Klasse standen der Mediterranean Fleet seit dem Angriff italienischer Kampfschwimmer auf die britischen Schlachtschiffe in Alexandria nicht zur Verfügung.
Verstärkt werden sollte der Verband, wie bei den Konvois zuvor, durch die Force K aus Malta, die mit dem Kreuzer Penelope und dem Zerstörer Legion entgegenkam und am 22. vor dem Gefecht beim Verband eintraf. Die Penelope der Arethusa-Klasse war mit ihren sechs 152-mm-Geschützen das britische Schiff mit der schwersten Bewaffnung für ein Artilleriegefecht.
Für den Fall eines italienischen Angriffs sollte auch die 5th Destroyer Flotilla mit den Geleitzerstörern Southwold, Beaufort, Dulverton, Hurworth, Avon Vale, Eridge und  Heythrop zum Konvoi stoßen und die Sicherung der Transporter mit der Carlisle übernehmen. Die Hunt-Zerstörer befanden sich zu einem U-Jagd-Unternehmen vor Tobruk.
Dazu befanden sich sechs britische U-Boote im Golf von Tarent und vor Messina auf Vorpostenstellung. Das U-Boot P36 meldete auch am 21. das Auslaufen der Littorio-Gruppe aus Tarent.

## Verlauf des Gefechts

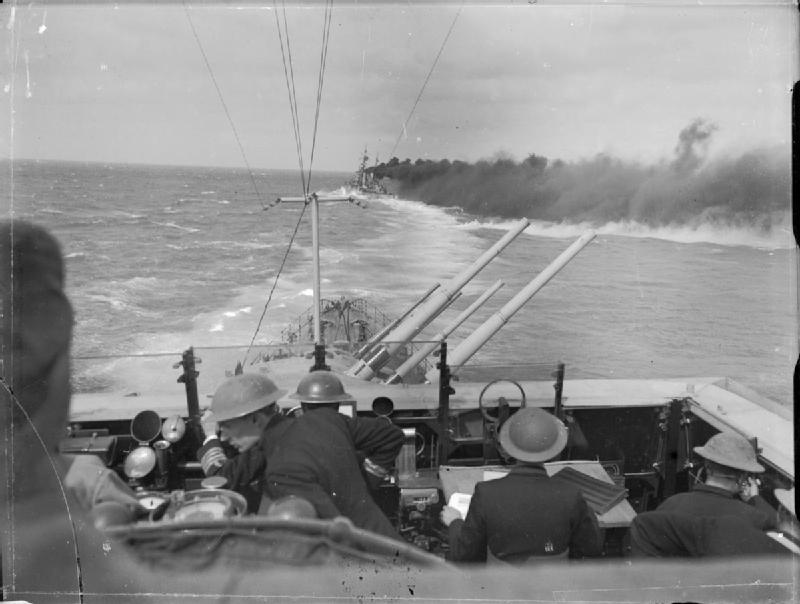
Die HMS Cleopatra setzt eine Rauchwand, um den Konvoi zu schützen, während auf der HMS Euryalus die 5,25-Zoll-Geschütze gefechtsbereit gemacht werden.

Das italienische U-Boot Platino entdeckte am 21. März nördlich von Tobruk den nach Malta fahrenden britischen Konvoi, woraufhin zwei italienische Flottenverbände aus Messina mit den Kreuzern Gorizia, Trento, Bande Nere und den Zerstörern Alpino, Fuciliere, Bersagliere und Lanciere der Soldati-Klasse sowie Tarent mit dem Schlachtschiff Littorio und den Zerstörern Aviere, Grecale, Ascari, Alfredo Oriani, später gefolgt von Geniere und Scirocco, ausliefen, um ihn abzufangen. Am 22. März um 14:26 Uhr sichteten die italienischen Kreuzer den britischen Verband und zogen sich daraufhin zurück, um die Briten in die Nähe des Schlachtschiffs Littorio zu locken. Die britischen Kriegsschiffe verfolgten die Italiener, während sich der britische Konvoi nach Süden zurückzog. Um 15:20 Uhr brachen die Briten die Verfolgung ab und meldeten nach Alexandria, sie hätten den Feind abgedrängt.
Der vereinigte italienische Flottenverband unter Admiral Iachino versuchte dann, den Briten in südwestlicher Richtung den Weg abzuschneiden, was die Italiener wegen des Windes und des schweren Seeganges jedoch in eine vergleichsweise ungünstige Position brachte. Um 16:31 Uhr hatte der italienische Flottenverband wieder Sichtkontakt mit den Briten, um 16:43 Uhr begann unter widrigsten Wetterbedingungen das Gefecht zwischen den beiden Verbänden auf eine Entfernung von 17.000 Metern. Das britische Flaggschiff, der Kreuzer Cleopatra, wurde von einer 152-mm-Granate des Kreuzers Giovanni delle Bande Nere getroffen, woraufhin sich die Briten zunächst zurückzogen, dann aber mit vier Zerstörern die Italiener angriffen, die ihrerseits mit den 381-mm-Geschützen der Littorio antworteten. Erst jetzt entdeckten die Briten die Anwesenheit eines italienischen Schlachtschiffs. Das Gefecht wurde durch den sehr schweren Seegang unterbrochen, der auch zu einer Havarie beim italienischen Zerstörer Grecale führte, der sich dann ganz zurückzog.
Um 17:40 Uhr eröffneten die Italiener das Feuer erneut und beschädigten den britischen Zerstörer Sikh. Um 17:52 Uhr musste das Gefecht wegen des Seeganges erneut abgebrochen werden. Um 17:59 Uhr griff aus zuvor gelegten Rauchschwaden die von Jervis geführte 14th Destroyer Flotilla an, von denen der Zerstörer Kingston nach einem Durchschuss liegen blieb. Sie schossen ihre Torpedos aus maximal möglicher Entfernung auf die Littorio. Ab 18:31 Uhr griffen die italienischen Schiffe mit aller Entschlossenheit die britische Formation an. Die britischen Zerstörer gingen trotz der italienischen 381-mm-Salven zum Gegenangriff über und nahmen Verluste in Kauf, da sie irrtümlich glaubten, beim ersten Angriff einen Treffer erzielt zu haben. Tatsächlich ging wegen eines Unfalls an Bord der Littorio dort das Bordflugzeug in Flammen auf. Diesmal blieben Lively und Havock nach Nahtreffern der Littorio liegen. Die britischen Zerstörer konnten sich ohne weitere Zwischenfälle zurückziehen. Auch den drei liegengebliebenen Schiffen gelang es, zumindest eine Maschine wieder anzufahren. Kingston und Havock erreichten Malta, die Lively lief nach Tobruk und von dort aus weiter nach Alexandria. Von den britischen Kreuzern hatten inzwischen auch Euryalus und Penelope leichte Schäden durch Granatsplitter. Um 18:58 Uhr brach Admiral Iachino wegen der beginnenden Dunkelheit (die italienischen Schiffe hatten noch kein Radar) und des schlechten Wetters das Gefecht ab.

## Folgen des Gefechts
Der britische Konvoi konnte wegen des Gefechts Malta nicht direkt anlaufen und musste sich weit nach Süden zurückziehen. Das gab der deutschen und italienischen Luftwaffe am 23. März die Gelegenheit zu Luftangriffen. Clan Campbell wurde 20 sm vor Malta versenkt. Die Breconshire wurde schwer beschädigt auf Strand gesetzt und kenterte am 27. März bei Bergungsversuchen nach weiteren Treffern in der Bucht von Marsaxlokk.
Bei erneuten Angriffen am 26. sanken auch Pampas und Talabot, so dass von 25.900 t Ladung nur 5000 t an Land kamen.
Bei den Angriffen der Luftwaffen der Achsenmächte auf die Transporter wurden Penelope und Legion durch Nahtreffer beschädigt. Der Geleitzerstörer Southwold ging am 23. März kurz vor Malta durch italienische Minen verloren. Der Zerstörer Legion setzte sich am 24. nach weiteren Nahtreffern auf den Strand in Malta, wo er später durch Fliegerbomben zerstört wurde.
Die schwer beschädigt noch nach Malta gekommene Kingston wurde während der beginnenden Reparaturarbeiten mehrfach aus der Luft getroffen und sank am 11. April 1942 im Dock Nr. 4. Das Schiff wurde als Totalverlust gestrichen. Der Zerstörer Lance, der wegen einer Reparatur am Gefecht in der Syrte nicht hatte teilnehmen können, wurde kurz vor Abschluss der notwendigen Arbeiten so schwer beschädigt, dass eine Instandsetzung unterblieb.
Der beschädigte Kreuzer Penelope verließ Malta nach Gibraltar; die Reparatur des Kreuzers war erst Ende 1942 abgeschlossen. Gleiches versuchte die beschädigte Havoc, strandete aber bei Cap Bon. Nur ein Besatzungsmitglied kam ums Leben, aber die übrigen und die Passagiere an Bord kamen in die Gefangenschaft der Vichy-Franzosen. Der durch Nahtreffer der Luftwaffen und eine Kollision mit der Carlisle beschädigte Geleitzerstörer Avon Vale konnte erfolgreich nach Gibraltar überführt werden. Das britische U-Boot P39 wurde bei den auf die Schlacht folgenden Luftangriffen auf Malta ebenfalls so schwer beschädigt, dass es nicht wieder eingesetzt werden konnte.
Der schwere Seegang forderte bei den Italienern noch einen bitteren Tribut: Brecher versenkten die Zerstörer Lanciere und Scirocco. Nur 18 Mann überlebten. Die italienischen Kreuzer Trento und Giovanni delle Bande Nere wurden durch den Seegang beschädigt. Einige Tage später wurde die Giovanni delle Bande Nere zu Reparaturarbeiten nach La Spezia beordert. Auf dem Weg dorthin versenkte das britische U-Boot Urge den italienischen Kreuzer bei Stromboli. Dabei kamen 287 Mann ums Leben.